# Avtalslicens
Avtalslicens är inom upphovsrätten ett avtal mellan en organisation som företräder ett flertal upphovsmän inom ett visst område och en användare av ett upphovsrättsskyddat verk. Genom avtalslicensen kan användaren använda verket, även om dess upphovsmän inte företräds av organisationen. Modellen gör att man inte behöver söka tillstånd från varje enskild upphovsman för att nyttja ett verk, utan kan teckna en avtalslicens med organisation som företräder ett stort antal upphovspersoner i stället.
Avtalslicenser finns i flera länder, bland annat Sverige och Finland. Avtalslicensen har en stark ställning i nordisk rättstradition, och växte fram under 1960-talet. Avtalslicenserna har påverkats av och utvecklats i takt med omvärldsutvecklingen, både vad gäller teknologisk utveckling och – sedan nordiska länder anslutit sig till EU – harmoniseringen som har skett inom EU på det upphovsrättsliga området, med bland annat Infosoc-direktivet och Upphovsrättsdirektivet. I svensk upphovsrätt regleras avtalslicenserna i § 42 i Upphovsrättslagen, där bland annat den allmänna bestämmelsen (42 a §) samt den generella avtalslicensen återfinns (42 h §).